# 하니 (튀르키예)
하니(튀르키예어: Hani, 쿠르드어: Hênê)는 터키 디야르바크르 주의 지역이다. 2010년 기준으로 인구는 8,146명이다.